# Sillbo
Sillbo är en by i Huddunge socken, Heby kommun.
Byn omtalas första gången 1370, då kung Albrecht överlät 2 örtugsland förbrutet gods i Sillbo till Sten Stensson (Bielke). Byn omfattade under 1500-talet ett mantal och hade då endast en gård, från 1620-talet två gårdar och från 1650-talet fyra gårdar. Från slutet av 1600-talet fanns här fem gårdar, samt soldattorpet för soldat 364 vid Västmanlands läns regemente.